# David Benioff
David Benioff (født 25. september 1970) er en amerikansk romanforfatter, manuskriptforfatter og tv-producer. Han er medskaber af HBO-serien Game of Thrones.

## Tidlige liv
Benioff blev født David Friedman i New York. Han er søn af Barbara (Benioff) og Stephen Friedman, der er tidligere chef for Goldman Sachs. I sine teenageår ændrede han sit navn til David Benioff, hans mors pigenavn. Han er den yngste af tre børn. Hans familie er af tysk-jødisk og russisk-jødisk afstamning.
Han er en elev fra The Collegiate School og Dartmouth College. I en alder af 22 arbejdede han som klubudsmider og derefter blev en high school-engelsklærer på Poly Prep i Brooklyn, New York. Derudover gik han på University of California Irvine og Trinity College Dublin, og modtog en Master of Fine Arts-grad for et kreativ skrivning program.